# Movimento per la Liberazione del Bahrein
Il Movimento per la Liberazione del Bahrein (in arabo حركة أحرار البحرين الإسلامية‎?) è un gruppo di opposizione del Bahrein con sede in una moschea nel nord di Londra. Il suo portavoce principale è La voce del Bahrein, sito bloccato per diversi anni da Batelco, unico Internet service provider del Bahrein, su ordine del ministero dell'informazione.
Il movimento ebbe un ruolo fondamentale nelle rivolte del 1990 in Bahrein.
È guidato da Said Al Shehabi, che fu precedentemente membro del partito islamista Shi'a, Al Wefaq Islamic National Society ma che rassegnò le dimissioni con molti altri membri nel settembre del 2005 dopo la decisione del partito di terminare il boicottaggio delle elezioni parlamentari. Shehabi è un giornalista del giornale arabo con sede a Londra, Al Quds Al Arabi.
Le riforme politiche del governo del Bahrein del 2001 hanno visto due dei grandi leader dell'MLB lasciare il movimento. Sotto le riforme tutti gli esiliati furono invitati a tornare nel regno per partecipare al processo politico, e i leader del movimento tornarono in patria.
Sebbene tutti i membri abbiano beneficiato dell'amnistia e molti siano ritornati in Bahrein per partecipare al processo politico, tanti altri restano a Londra dove mantengono lo status di richiedenti asilo.
Nel 2010 le riforme cominciate nel 2000 sono finite e buona parte degli attivisti politici del Bahrain sono stati perseguitati, torturati e arrestati.
Il 7 marzo 2011, Al Shehabi insieme a Hasan Mushaima, il leader del Movimento Haq e Abdulwahab Hussain, leader del movimento Wafa, hanno formato "l'Alleanza per la Repubblica", per la loro convinzione che il regime del Bahrein abbia perso legittimità dopo la dura repressione delle proteste con armi pesanti.